# 伊達郡
- 令制国一覧 > 東山道 > 岩代国 > 伊達郡
- 日本 > 東北地方 > 福島県 > 伊達郡

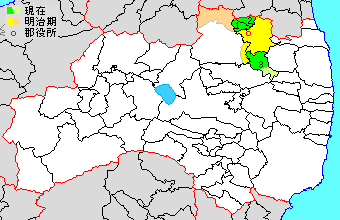
福島県伊達郡の範囲（1.桑折町 2.国見町 3.川俣町 薄緑：後に他郡から編入した区域 薄黄：後に他郡に編入された区域）

伊達郡（だてぐん）は、福島県（陸奥国・岩代国）の郡。
人口29,292人、面積208.62km²、人口密度140人/km²。（2025年6月1日、推計人口）
現在、以下の3町を含む。
- 桑折町（こおりまち）
- 国見町（くにみまち）
- 川俣町（かわまたまち）

## 郡域
1878年（明治12年）に行政区画として発足した当時の郡域は、上記3町から川俣町の一部（山木屋）を除き、下記を加えた区域にあたる。
- 伊達市の全域
- 福島市の一部（飯野町各町および立子山・大波・飯坂町東湯野・飯坂町湯野・飯坂町茂庭・ならびに飯坂町中野字杭甲岳・兎沢・上小川・与平次）

## 地勢
伊達郡域（現在の伊達市を含む）は、福島盆地という比較的肥沃な土地も多く、伊達郡と伊達市の、とくに北部の平野部は古代から比較的活発な経済活動が行われた。中世には伊達氏の本拠地として、江戸時代には阿武隈川の舟運で栄えている。
また北部の半田山には日本三大銀山に数えられる半田銀山があり、越中の松倉金山の開発（1595年まで運上）で実績のある米沢藩の上杉景勝の代より本格採鉱が始まり、保原城主の大石氏が銀山も統括した。寛文半知により上杉氏が伊達郡から去り、幕府の直轄として代官所が置かれたが、産出量が安定せず幕府は経営を中止した。1873（明治6）年、鉱山の払い下げが始まり、半田銀山は五代友厚が取得し、年間約20トンを産出した。
一方で奥州街道から羽州街道が分岐する追分けの宿場町も栄えた。現在、奥州街道に相当する国道4号線と、羽州街道に相当する国道13号線は福島市で分岐しており、東北本線と奥羽本線、あるいは東北新幹線と山形新幹線も同様のルートを通っている。しかし、当時は桑折が追分けとなり、現在の国見町をとおって宮城県白石市、七ヶ宿町を経て出羽国（山形県・秋田県）に続いていた。

## 近世まで

### 古代 - 平安時代
律令制で道国郡制が整備されたとき、当初は現在の福島市とほぼ同じ地域と伊達郡・伊達市の地域を合わせて信夫郡（しのぶぐん）だった（古代には信夫は忍とも表記された）。しかし、10世紀前半に信夫郡から、伊達郡を分割した。当時、律令制の租庸調の課税を整備する必要性から、各郡の人口をほぼ均一にするために、朝廷が郡の分割や住民の強制移動を全国的に行った。特に朝廷から見れば開拓地であった陸奥国では、こうした再編成が盛んだった。この分割では、旧信夫郡のうち、小倉郷、安岐（安芸）郷、岑越（みねこし）郷、曰理（わたり）郷は新信夫郡となり、伊達郷と靜戸（しずりべ）郷と鍬山郷の3郷が新しく伊達郡となった。伊達郷とは阿武隈川西岸地域で、後世の西根郷で、現在の湯野、茂庭、桑折（こおり）、睦合（むつあい）、半田、伊達崎（だんざき）、長岡、藤田、小坂（こさか）、森江野、大木戸、大枝、五十沢（いさざわ）など。靜戸郷は阿武隈川東岸地域で、後世の東根郷で、現在の富野、山舟生（やまふにゅう）、白根、堰本（せきもと）、粟野、梁川、太田、上保原、柱沢、富成、保原、石戸、霊山（りょうぜん）、掛田、小国など。鍬山郷は阿武隈高地山間部で、現在の小綱木、大綱木、富田、福田、小手、大久保、飯野、立木、小手川、山木屋、川俣など。
伊達はもともと因達とも表記し、「いだち」または「いだて」と呼んだ。一説によると播磨国の射楯神社（射楯兵主神社?）を信仰する人々が現在の伊達市西部のあたりに移住して因達神社（伊達神社）を奉じ、伊達郡の名前の由来になったという。

### 平安時代末期 - 安土桃山時代
平安時代末期には奥州藤原氏の勢力圏となり、藤原氏一族の信夫佐藤氏の支配下にあった。佐藤氏は信夫郡伊達郡を本拠地に、現在の福島県中部、山形県南部まで勢力を張った。平安時代中期に大きな勢力をもった会津の恵日寺が衰退した後は、会津まで勢力圏に加えた。
源頼朝による奥州征伐のとき、伊達郡国見町の厚樫山（あつかしやま：当時は国見山とも）山麓に奥州藤原氏の防衛線が張られ、事実上の決戦場となった。源頼朝が奥州藤原氏を滅ぼした後、佐藤氏は滅亡を免れたものの信夫荘(信夫郡の松川以北)に押し込められ、伊達郡は佐藤基治を破った常陸入道念西に与えられた。念西は常陸国伊佐郡を本拠地としていた関東武士で、伊達郡に移り伊達氏を名乗るようになった。以後、豊臣時代に伊達政宗が現在の宮城県・岩手県南部に転封されるまで、伊達氏支配となる。なお、明治維新まで、伊達氏の公式な読みは「いだて」であった。江戸時代に、「いだて」または「いだち」から「だて」へと読みが変遷したと思われる。一方、佐藤氏はその後伊勢国に改易になったり、一部は伊達氏や相馬氏などに仕えたりした。

## 江戸時代
江戸時代初期、信夫郡と伊達郡が米沢藩上杉氏の所領だった時代、現在の福島市北部の摺上川（すりかみがわ）から、伊達郡の桑折（こおり）町、国見町、伊達市梁川町に達する長大な用水路「西根堰（にしねぜき）」が建設された。岩盤を打ち抜いていくつもの隧道（トンネル）を作った大工事であった。これによって伊達郡北部の西根郷（阿武隈川西岸地域：逆に東岸地域を東根郷と呼ぶ）の耕地は飛躍的に増大した。第1期工事で西根堰下堰（したぜき）が作られ、桑折町伊達崎（だんざき）まで13kmの水路が阿武隈川に合流する。第2期工事が特に難工事だった上堰（うわぜき）で、伊達市梁川町五十沢（いさざわ）までの29kmの水路である。この工事を差配した米沢藩奉行古河善兵衛と郡役佐藤新右衛門は、現在、堰関係者が明治19年に建立した西根神社に神としてまつられている。その後、上杉綱憲（吉良義央の子）家督相続時（1664年）に信夫郡と伊達郡は江戸幕府に召し上げられて天領地となる。
豊臣政権時代を経て本多氏福島藩の時代まで、伊達郡と信夫郡は一括支配であったが、堀田氏改易後、伊達郡梁川には松平氏梁川藩がおかれ、伊達郡・信夫郡の一括支配は終焉を迎えた。まもなく信夫郡には堀田氏福島藩がおかれ、堀田氏改易後は板倉氏福島藩がおかれたが、いずれも信夫郡の一部しか領有せず、信夫郡とともに伊達郡は天領、小藩、他藩飛び地が村単位で複雑に入り乱れるようになった。伊達郡内の村々は、福島藩領、梁川藩領、下手渡（しもてど）藩領、桑折藩領、桑折陣屋管轄の天領、川俣陣屋管轄の天領などが、めまぐるしく変遷しながら入り乱れた。
梁川は藩となったり、他藩の飛び地（預かり地）となったり、天領となったり、変遷が激しい。鎌倉・室町時代から栄えた仙台藩伊達氏の出身地としての知名度（ブランド）から、しばしば大名の領地替えの代替地、一時預かり地として利用されたものと推察できる。
なお、松平氏梁川藩の最後の藩主は、8代将軍徳川吉宗と対立したことで有名な尾張藩の徳川宗春である。梁川藩主時代は松平通春（みちはる）。梁川藩主が尾張徳川家を相続したため、一度梁川藩は廃藩となった。
一方、幕府は国内での生糸の自給と質の向上を進めて幕府による生糸生産の独占を図ろうと計画し、蚕の育成に適した伊達郡一帯に養蚕業を奨励した。このため、同郡は全国屈指の養蚕地帯となった。安永2年（1773年）、伊達郡・信夫郡の17村は営業税を幕府に納め奥州蚕種本場の銘（登録商標）を得ている。

### 江戸時代の沿革
- 豊臣政権時代から約70年間の上杉藩支配。
- 元和4年（1618年） - 西根下堰着工。
- 寛永2年（1625年） - 西根上堰完成。費用は5万7千両。
- 万治3年（1659年） - 上杉家による信達検地。
- 寛文4年（1664年） - 上杉家の跡目騒動により、上杉藩は30万石から15万石に減封。伊達郡と信夫郡は天領となる。
- 寛文11年（1671年） - 信達検地。
- 延宝7年（1679年） - 信夫郡とともに福島藩（本多氏1代）となる。
- 天和2年（1682年） - 本多氏が播磨姫路藩に転封となったことにより、伊達郡は天領となる。以降、伊達郡の大部分は、明治維新まで天領となった。桑折、下手渡（しもてど）、梁川に関しては以下に詳説。
- 寛延2年（1749年） - 大凶作で信達両郡幕領惣百姓一揆・訴願。いわゆる天狗騒動。
- 宝暦5年（1755年） - 大凶作、水害。
- 明和年間（1764年 - 1769年ごろ） - 福島の回漕業者である渡辺十郎右衛門が、阿武隈川の改修。舟運が開ける。
- 安永1年（1772年） - 大凶作。
- 天明3年（1783年） - 春の長雨、夏に浅間山噴火により大凶作。天明の大飢饉が始まる。
- 天明4年（1784年） - 飢饉により餓死者相次ぐ。
- 寛政8年（1796年） - 凶作。米がとれずに米価高騰。
- 寛政10年（1798年） - 米価高騰で百姓騒動。
- 文政8年（1825年） - 大凶作。
- 天保4年（1833年） - 大凶作。天保の大飢饉始まる。
- 天保6年（1835年） - 凶作。
- 天保7年（1836年） - 大凶作。餓死者相次ぐ。
- 嘉永4年（1851年） - 信夫郡・伊達郡で、信達二郡百姓一揆。
- 嘉永5年（1853年） - 掛田に救惣連（小作人の互助組織）ができる。
- 慶応2年（1866年） - 信夫郡伊達郡180村で5万人が参加する大規模世直し一揆（信達騒動打ち壊し）が起きる。

## 明治時代 - 平成時代

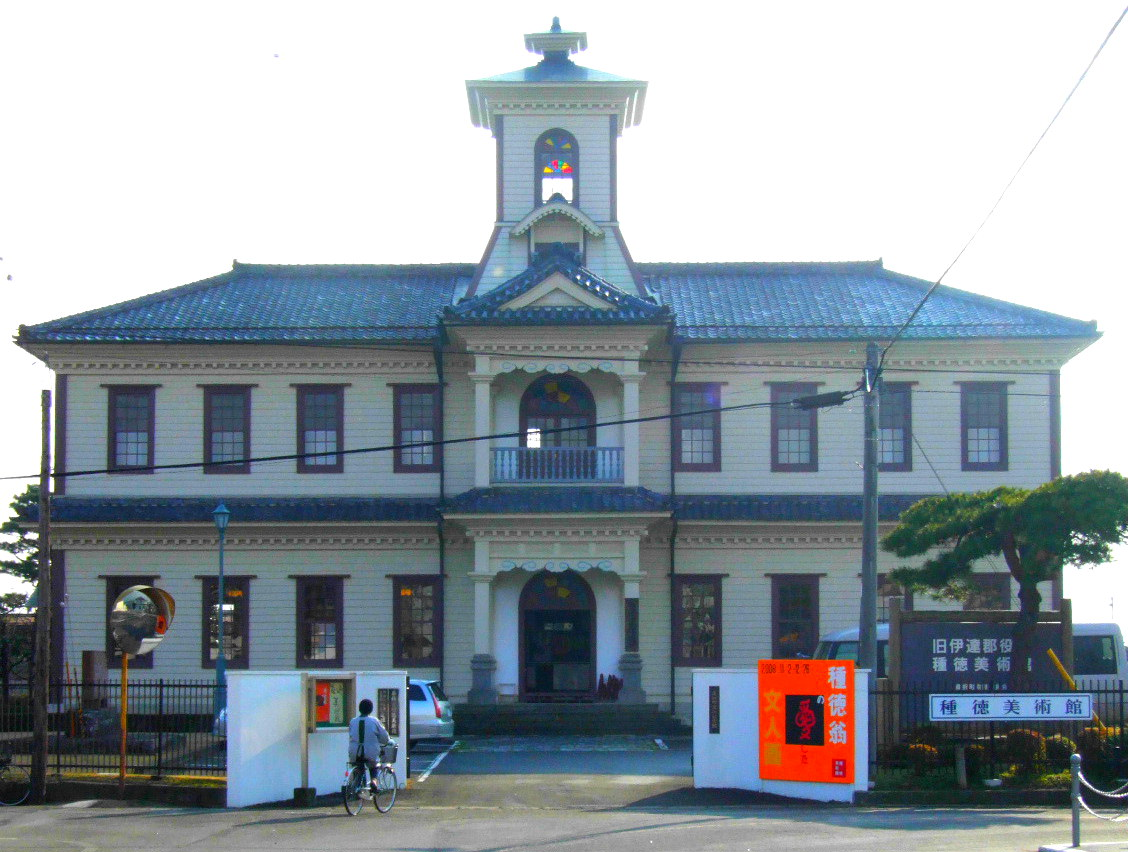
旧伊達郡役所

1869年以降は岩代国に所属。福島盆地は幕末以後の養蚕景気のために明治期には100以上の銀行が乱立した。（梁川町、伊達市参照）
明治12年に伊達郡役所は現在の伊達市保原町におかれたが、桑折（こおり）で誘致運動があり、明治16年に現在の伊達郡桑折町に移された。現在、桑折町では当時の和洋折衷建築の郡役所の建物が旧伊達郡役所として維持、公開され、国の重要文化財になっている。
第二次世界大戦後の町村合併の流れで、信夫郡の全域と伊達郡と安達郡の一部は、現在福島市となっている。現在信夫郡はない。残る伊達郡9町のうち5町は2006年1月1日に合併して伊達市となった。なお、福島市（旧信夫郡）東部と伊達郡の西部の平野部を福島盆地または信達（しんたつ）平野と呼ぶ。また、福島盆地の中央部（福島市東部）には信夫山（しのぶやま）があり、市民に親しまれている。伊達郡・伊達市と福島市（信夫郡）は古くから同じ文化圏、経済圏、生活圏として不可分な状態にあり、現在もその状況は変わらない。伊達郡内の多くの町民が福島市や伊達市に通勤または通学している。

### 近代以降の沿革
- 幕末時点では陸奥国に所属した。「旧高旧領取調帳」に記載されている明治初年時点での支配は以下の通り。（112村）

| 知行         | 知行           | 村数 | 村名 |
| ------------ | -------------- | ---- | --- |
| 幕府領       | 幕府領         | 62村 | 桑折村、南半田村、貝田村、光明寺村、東大窪村、西大窪村、森山村、塚野目村、谷地村、伊達崎村、徳江村、川内村、西大枝村、東大枝村、五十沢村、万正寺村、松原村、北原村、茂庭村、四箇村、牛沢村、長倉村、高成田村、大鳥村、在市柳村、鶴田村、松沢村、飯野村、立子山村、青木村、古下小国村、町飯坂村、在飯坂村、町小綱木村、大綱木村、東五十沢村、元秋山村、上小国村、上糠田村、上手渡村、在郷小綱木村、新田小綱木村、二野袋村、向河原村、中瀬村、小幡村、箱崎村、八幡村、舟生村、山舟生村、白根村、関波村、細谷村、新田村、粟野村、高子村、大塚村、柱田村、石田村、牛坂村、飯田村、山野川村 |
| 藩領         | 三河刈谷藩     | 11村 | 湯野村、塩野目村、板谷内村、増田村、成田村、平沢村、下郡村、大波村、岡村、富沢村、新下小国村 |
| 藩領         | 蝦夷松前藩     | 9村  | 梁川村、大門村、金原田村、泉沢村、伏黒村、大立目村、塚原村、大久保村、西五十沢村 |
| 藩領         | 陸奥棚倉藩     | 15村 | 所沢村、下糠田村、布川村、上郡村、下保原村、中村、市柳村、上保原村、掛田村、山戸田村、瀬成田村、大石村、泉原村、二井田村、柳田村 |
| 藩領         | 陸奥盛岡藩     | 7村  | 泉田村、小坂村、鳥取村、内谷村、山崎村、藤田村、石母田村 |
| 藩領         | 陸奥下手渡藩   | 6村  | 御代田村、下手渡村、小島村、小神村、羽田村、西飯野村 |
| 藩領         | 陸奥黒石藩     | 1村  | 上秋山村 |
| 幕府領・藩領 | 幕府領・盛岡藩 | 1村  | 北半田村 |

- 慶応2年6月19日（1866年7月30日） - 棚倉藩が武蔵川越藩に転封。陸奥白河藩が棚倉藩に転封。
- 慶応4年
  - 2月1日（1868年2月23日） - 棚倉藩が白河藩に転封（実行されず）。
  - 8月8日（1868年9月23日） - 戊辰戦争後の処分により、幕府領・棚倉藩領が福島民政局の管轄となる。
- 明治元年
  - 9月27日（1868年11月11日）  - 下手渡藩が藩庁を移転して筑後三池藩となる。
  - 12月7日（1869年1月19日）
    - 陸奥国が分割され、本郡は岩代国の所属となる。
    - 幕府領・棚倉藩領が磐城中村藩・常陸笠間藩取締地となる。中村藩取締地は桑折県を称した[7]。

  - 12月24日（1869年2月5日） - 戊辰戦争後の処分により盛岡藩が転封されて磐城白石藩となり、郡内の領地が福島民政局の管轄となる。
- 明治2年
  - 6月24日（1869年5月15日） - 松前藩が渡島館藩に改称。
  - 7月20日（1869年8月27日） - 福島民政局が福島県（第1次）に改称。中村藩・笠間藩の管轄が終了。
- 明治初年
  - 館藩の領地替えにより、幕府領の一部（上記の二野袋村以下20村）および棚倉藩領の一部（上記の下保原村以下11村）が館藩領、館藩領の一部（大久保村・西五十沢村）が福島県（第1次）の管轄となる。
- 明治4年（88村）
  - 7月14日（1871年8月29日） - 廃藩置県により藩領が刈谷県・館県・三池県・黒石県となる。
  - 11月2日（1871年12月13日） - 第1次府県統合により二本松県の管轄となる。
  - 11月14日（1871年12月25日） - 二本松県が福島県（第2次）に改称。
- 明治9年（1876年） - 下記の村の統合が行われる。（94村）
  - 長岡村 ← 長倉村、岡村
  - 大柳村 ← 大鳥村、在市柳村
  - 鶴沢村 ← 鶴田村、松沢村
  - 川俣村 ← 町飯坂村、町小綱木村
  - 小綱木村 ← 在郷小綱木村、新田小綱木村
  - 大関村 ← 関波村、大門村
  - 大泉村 ← 大塚村、泉沢村
  - 中川村 ← 牛坂村、飯田村、瀬成田村
  - 東湯野村 ← 塩野目村、板谷内村、増田村
  - 保原村 ← 下保原村、中村、市柳村
  - 北原村・四箇村が湯野村に合併。
  - 牛沢村が松原村に合併。
  - 高子村が上保原村に合併。
  - 塚原村が粟野村に合併。
  - 東大窪村が高城村に、西大窪村が大木戸村に、在飯坂村が飯坂村に、東五十沢村が東福沢村に、上糠田村が糠田村に、西五十沢村が西福沢村、下糠田村が月舘村にそれぞれ改称。
- 明治10年（1877年）（92村）
  - 古下小国村・新下小国村が合併して下小国村となる。
  - 元秋山村・上秋山村が合併して秋山村となる。
- 明治12年（1879年）1月27日 - 郡区町村編制法の福島県での施行により行政区画としての伊達郡が発足。郡役所を保原町に設置。
- 明治16年（1883年）4月 - 郡役所が桑折町に移転。

### 町村制以降の沿革

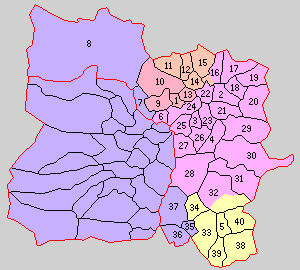
1.桑折町 2.梁川町 3.保原町 4.掛田村 5.川俣町 6.長岡村 7.湯野村 8.茂庭村 9.睦合村 10.半田村 11.小坂村 12.藤田村 13.伊達崎村 14.森江野村 15.大木戸村 16.大枝村 17.五十沢村 18.富野村 19.山舟生村 20.白根村 21.堰本村 22.粟野村 23.大田村 24.伏黒村 25.上保原村 26.柱沢村 27.富成村 28.小国村 29.霊山村 30.石戸村 31.小手川村 32.小手村 33.富田村 34.福田村 35.大久保村 36.飯野村 37.立木村 38.小綱木村 39.大綱木村 40.飯坂村（紫：福島市 桃：伊達市 赤：桑折町 橙：国見町 黄：川俣町）

- 明治22年（1889年）4月1日 - 町村制の施行により以下の町村が発足。茂庭村の一部は信夫郡中野村に編入。（4町36村）
  - 桑折町（桑折村が単独町制、現・桑折町）
  - 梁川町（梁川村が単独町制、現・伊達市）
  - 保原町（保原村が単独町制、現・伊達市）
  - 掛田村 ← 掛田村、山野川村（現・伊達市）
  - 川俣町（川俣村が単独町制、現・川俣町）
  - 長岡村（単独村制、現・伊達市）
  - 湯野村 ← 湯野村、東湯野村（現・福島市）
  - 茂庭村（茂庭村の大部分が単独村制、現・福島市）
  - 睦合村 ← 万正寺村、平沢村、成田村、松原村（現・桑折町）
  - 半田村 ← 南半田村、北半田村、谷地村（現・桑折町）
  - 小坂村 ← 小坂村、内谷村、鳥取村、泉田村（現・国見町）
  - 藤田村 ← 藤田村、山崎村、石母田村（現・国見町）
  - 伊達崎村 ← 伊達崎村、上郡村、下郡村（現・桑折町）
  - 森江野村 ← 森山村、徳江村、塚野目村（現・国見町）
  - 大木戸村 ← 大木戸村、高城村、光明寺村、貝田村（現・国見町）
  - 大枝村 ← 東大枝村（現・伊達市）、西大枝村、川内村（現・国見町）
  - 五十沢村（単独村制、現・伊達市）
  - 富野村 ← 八幡村、舟生村（現・伊達市）
  - 山舟生村（単独村制、現・伊達市）
  - 白根村（単独村制、現・伊達市）
  - 堰本村 ← 大関村、細谷村、新田村（現・伊達市）
  - 粟野村 ← 粟野村、二野袋村、向川原村、柳田村（現・伊達市）
  - 大田村 ← 大泉村、金原田村、二井田村、大立目村（現・伊達市）
  - 伏黒村 ← 伏黒村、小幡村、箱崎村、中瀬村（現・伊達市）
  - 上保原村 ← 上保原村、大柳村（現・伊達市）
  - 柱沢村 ← 柱田村、所沢村（現・伊達市）
  - 富成村 ← 高成田村、富沢村（現・伊達市）
  - 小国村 ← 下小国村、上小国村、大波村（現・伊達市）
  - 霊山村 ← 大石村、中川村、泉原村（現・伊達市）
  - 石戸村 ← 石田村、山戸田村（現・伊達市）
  - 小手川村 ← 月舘村、御代田村、布川村（現・伊達市）
  - 小手村 ← 下手渡村、上手渡村、糠田村（現・伊達市）、小島村（現・川俣町）
  - 富田村 ← 鶴沢村、東福沢村、西福沢村、小神村（現・川俣町）
  - 福田村 ← 羽田村、秋山村（現・川俣町）
  - 大久保村（単独村制、現・福島市）
  - 飯野村 ← 飯野村、西飯野村（現・福島市）
  - 立木村 ← 立子山村、青木村（現・福島市）
  - 小綱木村、大綱木村、飯坂村（それぞれ単独村制。現・川俣町）
- 明治26年（1893年）2月3日
  - 立木村の一部（立子山）に立子山村、残部（青木）に青木村が発足。（4町37村）
  - 小手村の一部（小島）が分立して小島村が発足。（4町38村）
- 明治30年（1897年）10月1日 - 郡制を施行。
- 明治31年（1898年）1月21日 - 掛田村が町制施行して掛田町となる。（5町37村）
- 明治34年（1901年）10月1日 - 湯野村の一部（東湯野）が分立して東湯野村が発足。（5町38村）
- 大正4年（1911年）11月10日 - 藤田村が町制施行して藤田町となる。（6町37村）
- 大正12年（1923年）4月1日 - 郡会が廃止。郡役所は存続。
- 大正15年（1926年）7月1日 - 郡役所が廃止。以降は地域区分名称となる。
- 昭和3年（1928年）1月1日 - 小手川村が町制施行・改称して月舘町となる。（7町36村）
- 昭和5年（1930年）11月3日 - 飯野村の一部（西飯野・飯野の各一部）が分立して明治村が発足。（7町37村）
- 昭和12年（1937年）5月1日 - 飯野村が町制施行して飯野町となる。（8町36村）
- 昭和15年（1940年）
  - 4月1日 - 長岡村が町制施行・改称して伊達町（第1次）となる。（9町35村）
  - 5月20日 - 湯野村が町制施行して湯野町となる。（10町34村）
- 昭和29年（1954年）
  - 3月31日 - 藤田町・小坂村・大木戸村・森江野村・大枝村が合併して国見町が発足。（10町30村）
  - 7月6日 - 国見町の一部（東大枝）が梁川町に編入。
- 昭和30年（1955年）
  - 1月1日 （10町24村）
    - 桑折町・睦合村・伊達崎村・半田村が合併し、改めて桑折町が発足。
    - 飯野町・大久保村・明治村・青木村が合併し、改めて飯野町が発足。

  - 1月31日 - 掛田町・霊山村・石戸村・小国村が合併して霊山町が発足。（10町21村）
  - 3月1日（10町4村）
    - 梁川町・五十沢村・富野村・山舟生村・白根村・堰本村・粟野村が合併し、改めて梁川町が発足。
    - 保原町・大田村・柱沢村・富成村・上保原村が合併し、改めて保原町が発足。
    - 月舘町・小手村が合併し、改めて月舘町が発足。
    - 川俣町・飯坂村・小綱木村・大綱木村・富田村・福田村・小島村および安達郡山木屋村が合併し、改めて川俣町が発足。

  - 3月31日
    - 湯野町・東湯野村・茂庭村が信夫郡飯坂町・平野村・中野村と合併し、改めて信夫郡飯坂町が発足、郡より離脱。（9町2村）
    - 霊山町の一部（大波）が福島市に編入。

  - 4月1日 - 伏黒村の一部（小幡・中瀬）が保原町に編入。
  - 7月10日 - 立子山村が福島市に編入。（9町1村）
- 昭和31年（1956年）9月30日 - 伊達町が伏黒村に編入。（8町1村）
- 昭和32年（1957年）1月1日 - 伏黒村が町制施行、即日改称して伊達町（第2次）が発足。（9町）
- 平成18年（2006年）1月1日 - 伊達町・梁川町・保原町・霊山町・月舘町が合併して伊達市が発足し、郡より離脱。（4町）
- 平成20年（2008年）7月1日 - 飯野町が福島市に編入。（3町）

### 変遷表
| 明治22年以前                      | 明治22年4月1日  | 明治22年 - 昭和19年            | 昭和20年 - 昭和29年         | 昭和30年 - 昭和64年                 | 昭和30年 - 昭和64年            | 平成元年 - 現在             | 現在   |
| --------------------------------- | --------------- | ------------------------------ | --------------------------- | ----------------------------------- | ------------------------------ | --------------------------- | ------ |
| 桑折村                            | 桑折町          | 桑折町                         | 桑折町                      | 昭和30年1月1日 桑折町               | 昭和30年1月1日 桑折町          | 桑折町                      | 桑折町 |
| 万正寺村 平沢村 成田村 松原村     | 睦合村          | 睦合村                         | 睦合村                      | 昭和30年1月1日 桑折町               | 昭和30年1月1日 桑折町          | 桑折町                      | 桑折町 |
| 伊達崎村 上郡村 下郡村            | 伊達崎村        | 伊達崎村                       | 伊達崎村                    | 昭和30年1月1日 桑折町               | 昭和30年1月1日 桑折町          | 桑折町                      | 桑折町 |
| 南半田村 北半田村 谷地村          | 半田村          | 半田村                         | 半田村                      | 昭和30年1月1日 桑折町               | 昭和30年1月1日 桑折町          | 桑折町                      | 桑折町 |
| 藤田村 山崎村 石母田村            | 藤田村          | 大正4年11月10日 町制           | 昭和29年3月31日 国見町      | 国見町                              | 国見町                         | 国見町                      | 国見町 |
| 小坂村 内谷村 鳥取村 泉田村       | 小坂村          | 小坂村                         | 昭和29年3月31日 国見町      | 国見町                              | 国見町                         | 国見町                      | 国見町 |
| 大木戸村 高城村 光明寺村 貝田村   | 大木戸村        | 大木戸村                       | 昭和29年3月31日 国見町      | 国見町                              | 国見町                         | 国見町                      | 国見町 |
| 森山村 徳江村 塚野目村            | 森江野村        | 森江野村                       | 昭和29年3月31日 国見町      | 国見町                              | 国見町                         | 国見町                      | 国見町 |
| 西大枝村 川内村                   | 大枝村          | 大枝村                         | 昭和29年3月31日 国見町      | 国見町                              | 国見町                         | 国見町                      | 国見町 |
| 東大枝村                          | 大枝村          | 大枝村                         | 昭和29年3月31日 梁川町      | 昭和30年3月1日 梁川町               | 昭和30年3月1日 梁川町          | 平成18年1月1日 伊達市       | 伊達市 |
| 梁川村                            | 梁川町          | 梁川町                         | 昭和29年3月31日 梁川町      | 昭和30年3月1日 梁川町               | 昭和30年3月1日 梁川町          | 平成18年1月1日 伊達市       | 伊達市 |
| 五十沢村                          | 五十沢村        | 五十沢村                       | 五十沢村                    | 昭和30年3月1日 梁川町               | 昭和30年3月1日 梁川町          | 平成18年1月1日 伊達市       | 伊達市 |
| 船生村 八幡村                     | 富野村          | 富野村                         | 富野村                      | 昭和30年3月1日 梁川町               | 昭和30年3月1日 梁川町          | 平成18年1月1日 伊達市       | 伊達市 |
| 山舟生村                          | 山舟生村        | 山舟生村                       | 山舟生村                    | 昭和30年3月1日 梁川町               | 昭和30年3月1日 梁川町          | 平成18年1月1日 伊達市       | 伊達市 |
| 白根村                            | 白根村          | 白根村                         | 白根村                      | 昭和30年3月1日 梁川町               | 昭和30年3月1日 梁川町          | 平成18年1月1日 伊達市       | 伊達市 |
| 大関村 新田村 細谷村              | 堰本村          | 堰本村                         | 堰本村                      | 昭和30年3月1日 梁川町               | 昭和30年3月1日 梁川町          | 平成18年1月1日 伊達市       | 伊達市 |
| 粟野村 二野袋村 向川原村 柳田村   | 粟野村          | 粟野村                         | 粟野村                      | 昭和30年3月1日 梁川町               | 昭和30年3月1日 梁川町          | 平成18年1月1日 伊達市       | 伊達市 |
| 月舘村 布川村 御代田村            | 小手川村        | 昭和3年1月1日 町制改称 月舘町  | 月舘町                      | 昭和30年3月1日 月舘町               | 昭和30年3月1日 月舘町          | 平成18年1月1日 伊達市       | 伊達市 |
| 上手渡村 下手渡村 糠田村          | 小手村          | 小手村                         | 小手村                      | 昭和30年3月1日 月舘町               | 昭和30年3月1日 月舘町          | 平成18年1月1日 伊達市       | 伊達市 |
| 大泉村 大立目村 二井田村 金原田村 | 大田村          | 大田村                         | 大田村                      | 昭和30年3月1日 保原町               | 昭和30年3月1日 保原町          | 平成18年1月1日 伊達市       | 伊達市 |
| 柱田村 所沢村                     | 柱沢村          | 柱沢村                         | 柱沢村                      | 昭和30年3月1日 保原町               | 昭和30年3月1日 保原町          | 平成18年1月1日 伊達市       | 伊達市 |
| 富沢村 高成田村                   | 富成村          | 富成村                         | 富成村                      | 昭和30年3月1日 保原町               | 昭和30年3月1日 保原町          | 平成18年1月1日 伊達市       | 伊達市 |
| 上保原村 大柳村                   | 上保原村        | 上保原村                       | 上保原村                    | 昭和30年3月1日 保原町               | 昭和30年3月1日 保原町          | 平成18年1月1日 伊達市       | 伊達市 |
| 保原村                            | 保原町          | 保原町                         | 保原町                      | 昭和30年3月1日 保原町               | 昭和30年3月1日 保原町          | 平成18年1月1日 伊達市       | 伊達市 |
| 中瀬村 小幡村                     | 伏黒村          | 伏黒村                         | 昭和25年4月1日 保原町に編入 | 昭和30年3月1日 保原町               | 昭和30年3月1日 保原町          | 平成18年1月1日 伊達市       | 伊達市 |
| 伏黒村 箱崎村                     | 伏黒村          | 伏黒村                         | 伏黒村                      | 伏黒村                              | 昭和32年1月1日 町制改称 伊達町 | 平成18年1月1日 伊達市       | 伊達市 |
| 長岡村                            | 長岡村          | 昭和15年4月1日 町制改称 伊達町 | 伊達町                      | 昭和30年9月30日 伏黒村に編入        | 昭和32年1月1日 町制改称 伊達町 | 平成18年1月1日 伊達市       | 伊達市 |
| 掛田村 山野川村                   | 掛田村          | 明治31年1月19日 町制           | 掛田町                      | 昭和30年1月31日 霊山町              | 霊山町                         | 平成18年1月1日 伊達市       | 伊達市 |
| 大石村 中川村 泉原村              | 霊山村          | 霊山村                         | 霊山村                      | 昭和30年1月31日 霊山町              | 霊山町                         | 平成18年1月1日 伊達市       | 伊達市 |
| 石田村 山戸田村                   | 石戸村          | 石戸村                         | 石戸村                      | 昭和30年1月31日 霊山町              | 霊山町                         | 平成18年1月1日 伊達市       | 伊達市 |
| 上小国村 下小国村                 | 小国村          | 小国村                         | 小国村                      | 昭和30年1月31日 霊山町              | 霊山町                         | 平成18年1月1日 伊達市       | 伊達市 |
| 大波村                            | 小国村          | 小国村                         | 小国村                      | 昭和30年1月31日 霊山町              | 昭和30年3月31日 福島市に編入   | 福島市                      | 福島市 |
| 立子山村                          | 立木村          | 明治26年2月3日 立子山村        | 立子山村                    | 昭和30年7月10日 福島市に編入        | 昭和30年7月10日 福島市に編入   | 福島市                      | 福島市 |
| 青木村                            | 立木村          | 明治26年2月3日 青木村          | 青木村                      | 昭和30年1月2日 飯野町               | 昭和30年1月2日 飯野町          | 平成20年7月1日 福島市に編入 | 福島市 |
| 飯野村 西飯野村                   | 飯野村          | 昭和2年5月1日 町制             | 飯野町                      | 昭和30年1月2日 飯野町               | 昭和30年1月2日 飯野町          | 平成20年7月1日 福島市に編入 | 福島市 |
| 飯野村 西飯野村                   | 飯野村          | 昭和5年11月3日 明治村          | 明治村                      | 昭和30年1月2日 飯野町               | 昭和30年1月2日 飯野町          | 平成20年7月1日 福島市に編入 | 福島市 |
| 大久保村                          | 大久保村        | 大久保村                       | 大久保村                    | 昭和30年1月2日 飯野町               | 昭和30年1月2日 飯野町          | 平成20年7月1日 福島市に編入 | 福島市 |
| 湯野村                            | 湯野村          | 昭和15年5月20日 町制           | 湯野町                      | 昭和30年3月31日 信夫郡 飯坂町の一部 | 昭和39年1月1日 福島市に編入    | 福島市                      | 福島市 |
| 東湯野村                          | 湯野村          | 明治34年9月1日 東湯野村        | 東湯野村                    | 昭和30年3月31日 信夫郡 飯坂町の一部 | 昭和39年1月1日 福島市に編入    | 福島市                      | 福島市 |
| 茂庭村                            | 茂庭村          | 茂庭村                         | 茂庭村                      | 昭和30年3月31日 信夫郡 飯坂町の一部 | 昭和39年1月1日 福島市に編入    | 福島市                      | 福島市 |
| 小島村                            | （小手村）      | 明治26年2月3日 小島村          | 小島村                      | 昭和30年3月1日 川俣町               | 昭和30年3月1日 川俣町          | 川俣町                      | 川俣町 |
| 川俣村                            | 川俣町          | 川俣町                         | 川俣町                      | 昭和30年3月1日 川俣町               | 昭和30年3月1日 川俣町          | 川俣町                      | 川俣町 |
| 飯坂村                            | 飯坂村          | 飯坂村                         | 飯坂村                      | 昭和30年3月1日 川俣町               | 昭和30年3月1日 川俣町          | 川俣町                      | 川俣町 |
| 小綱木村                          | 小綱木村        | 小綱木村                       | 小綱木村                    | 昭和30年3月1日 川俣町               | 昭和30年3月1日 川俣町          | 川俣町                      | 川俣町 |
| 大綱木村                          | 大綱木村        | 大綱木村                       | 大綱木村                    | 昭和30年3月1日 川俣町               | 昭和30年3月1日 川俣町          | 川俣町                      | 川俣町 |
| 鶴沢村 東福沢村 西福沢村 小神村   | 富田村          | 富田村                         | 富田村                      | 昭和30年3月1日 川俣町               | 昭和30年3月1日 川俣町          | 川俣町                      | 川俣町 |
| 羽田村 秋山村                     | 福田村          | 福田村                         | 福田村                      | 昭和30年3月1日 川俣町               | 昭和30年3月1日 川俣町          | 川俣町                      | 川俣町 |
| 安達郡 山木屋村                   | 安達郡 山木屋村 | 安達郡 山木屋村                | 安達郡 山木屋村             | 昭和30年3月1日 川俣町               | 昭和30年3月1日 川俣町          | 川俣町                      | 川俣町 |

## 市町村合併
- 伊達5町合併協議会

伊達町・月舘町・保原町・梁川町・霊山町。2006年（平成18年）1月1日合併。新市名は伊達市。市庁舎は旧保原町役場が本庁舎、旧梁川町役場が分庁舎。
- 伊達6町合併協議会

国見町・伊達町・月舘町・保原町・梁川町・霊山町。国見町で合併の是非をめぐり町長と町議会が対立したため、2005年1月28日に休止、同年9月30日をもって解散。
- 福島市・飯野町合併協議会

福島市・飯野町。2008年（平成20年）7月1日合併。当初は福島市、飯野町、川俣町で法定合併協議会を設置したが、川俣町は合併協議会を離脱した。

## 行政
歴代郡長
| 代 | 氏名 | 就任年月日                | 退任年月日                | 備考                   |
| -- | ---- | ------------------------- | ------------------------- | ---------------------- |
| 1  |      | 明治12年（1879年）1月27日 |                           |                        |
|    |      |                           | 大正15年（1926年）6月30日 | 郡役所廃止により、廃官 |